# 4603 Bertaud
4603 Bertaud је астероид главног астероидног појаса са средњом удаљеношћу од Сунца која износи 2,629 астрономских јединица (АЈ).
Апсолутна магнитуда астероида је 11,9.